# Walnootboom (Typhoon)
Walnootboom is een nummer van de Nederlandse rapper Typhoon uit 2020, in samenwerking met BLØF-zanger Paskal Jakobsen. Het is de derde single van Lichthuis, het vierde studioalbum van Typhoon.

## Achtergrondinformatie
Walnootboom gaat over jong zijn, volwassen worden en zelfliefde. Het nummer heeft als boodschap om jezelf wat meer te accepteren. Zowel Typhoon als Jakobsen heeft in het verleden periodes gehad waarin ze ongelukkig waren. In de BNNVARA-talkshow De vooravond zei Typhoon: "Ik dacht, welke boodschap zou ik aan mijn jongere zelf willen geven?" Dat bleek een boodschap om minder streng te zijn voor jezelf. "Zachter zijn voor jezelf is ook voor mij een belangrijk thema", vulde Jakobsen aan. Jakobsen had in de beginperiode van BLØF geen fijne tijd.
Typhoon en BLØF werkten meerdere keren met elkaar samen. Zo brachten ze in 2017 de samenwerking Wereld van verschil uit en coverden gezamenlijk Iedereen is van de wereld van The Scene tijdens meerdere optredens. "Ik had het nummer eigenlijk al geschreven, maar het was nog niet helemaal rond. Toen belde ik Paskal op: 'Dit ga je volgens mij heel erg mooi vinden'. We hebben het refrein veranderd en zo is het een liedje van ons samen geworden", aldus Typhoon.
Het nummer bereikte, ondanks airplay op NPO 3FM, NPO Radio 2 en 100% NL, de hitparades niet.

## Tracklijst
- Muziekdownload

1. Walnootboom - 3:15